# عضو تحت القبو
العضو تحت القبو (باختصار SFO) هو أحد الأعضاء المحيطة بالبُطَينات في الدماغ. سُمي بالعضو تحت القبو بسبب موقعه على السطح البطني لقبو الدماغ بالقرب من الثقبة الواقعة بين البطينات (ثقبة مونرو)، التي تربط بين البطينين الجانبيين والبطين الثالث. مثل جميع الأعضاء المحيطة بالبطينات، يكون هذا العضو غنياً بالأوعية الدموية، ومثل جميع الأعضاء المحيطة بالبطينات (باستثناء العضو تحت الصوار)، فإن بعض الشعيرات الدموية المرتبطة به لديها ثقوب، مما يزيد من نفاذيتها. يعتبر العضو تحت القبو SFO عضوًا بطينيًا حسياً لأنه يستجيب لمجموعة واسعة من الهرمونات والناقلات العصبية، على عكس الأعضاء البطينية الإفرازية المتخصصة في إطلاق مواد معينة.

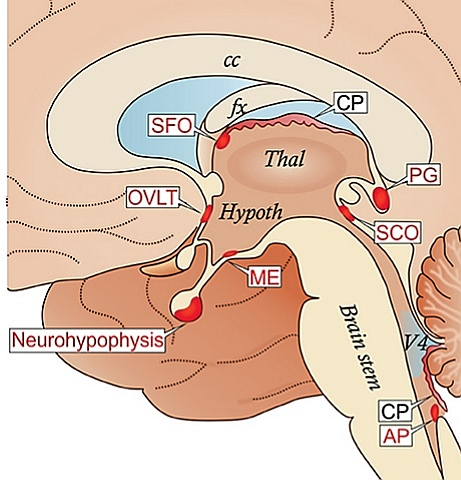
العضو تحت القبو SFO

## تشريح

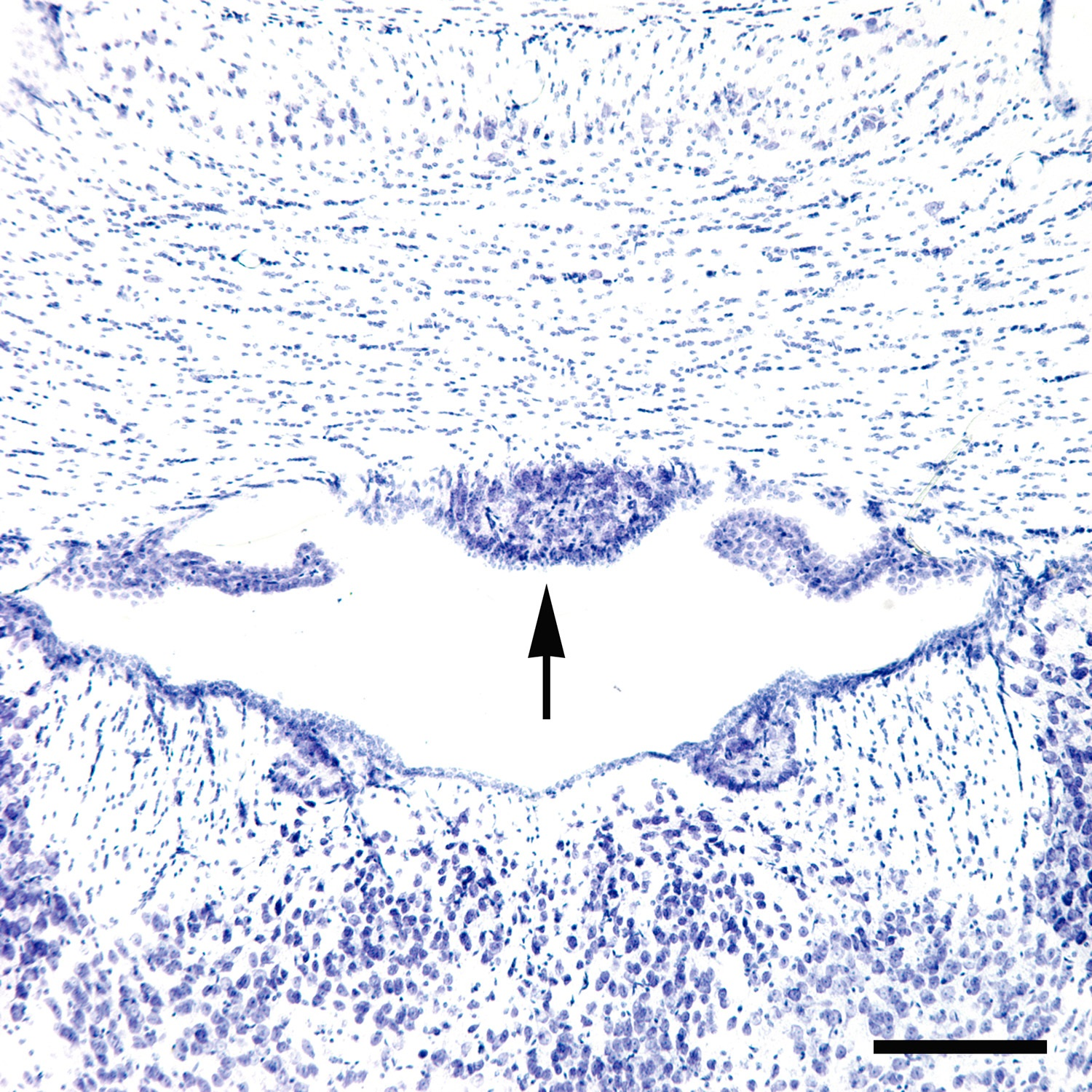
صورة مجهرية مُكبّرة تُظهر العضو تحت القبو في أحد أنواع الفئران. في هذه الصورة، يقع العضو تحت القبو (السهم) على السطح السفلي لقبو الدماغ في الجزء العلوي من البطين الثالث. تم تلوين الخلايا في هذا الجزء الإكليلي من الدماغ بصبغة مزرقة («بقعة نيسل»). يقع المهاد في أسفل الصورة. يمثل الشريط (الخط) الموجود في أسفل الصورة على اليمين مسافة 200 ميكرومتر (0.2 مم).

كما ذُكر أعلاه، فإن الشعيرات الدموية في بعض المناطق الفرعية داخل SFO تكون مُثقبّة، وبالتالي تفتقر إلى حاجز دموي دماغي. تحتوي جميع الأعضاء المحيطة بالبطينات باستثناء العضو تحت الصوار على الشعيرات الدموية المثقبة، وهي سمة تميزها عن معظم أجزاء الدماغ الأخرى. يمكن تقسيم العضو تحت القبو SFO إلى ست مناطق تشريحية بناءً على تضاريسه الشعيرية: منطقتان في المستوى الإكليلي وأربع مناطق في المستوى السهمي.تتكون المنطقة المركزية من الخلايا الدبقية وأجسام الخلايا العصبية وكثافة عالية من الشعيرات الدموية المثقّبة. في المقابل، فإن المناطق المنقارية والذيلية لها كثافة أقل من الشعيرات الدموية وتتكون في الغالب من الألياف العصبية، مع عدد أقل من الخلايا العصبية والخلايا الدبقية التي تظهر في هذه المنطقة. من الناحية الوظيفية، يمكن النظر إلى SFO في جزئين، القسم المحيطي الظهري الجانبي، والجزء اللُبّي البطني الإنسي.
يحتوي العضو تحت القبو على مستقبلات الاندوثلين التي تتوسط في تضيق الأوعية ومعدلات عالية من استقلاب الجلوكوز بوساطة قنوات الكالسيوم.

## الوظيفة
يتم تنشيط العضو تحت القبو في العديد من العمليات الجسدية،بما في ذلك التنظيم الأسموزي،التنظيم القلبي الوعائي، وتوازن الطاقة، والتحكم بالعطش. تتضمن معظم هذه العمليات توازن السوائل من خلال التحكم في إطلاق بعض الهرمونات، خاصة الأنجيوتنسين أو فاسوبريسين.

### التنظيم الوعائي القلبي
يؤثر SFO على النظام القلبي الوعائي في الغالب من خلال تأثيره على توازن السوائل.يلعب هذا العضو دورًا في تنظيم الفاسوبريسين، والذي هو هرمون، عندما يرتبط بالمستقبلات في الكلى، يزيد من احتباس الماء عن طريق تقليل كمية السوائل المنقولة من الدم إلى البول بواسطة الكلى. يؤثر تنظيم حجم الدم على جوانب أخرى من نظام القلب والأوعية الدموية.  تؤثر زيادة أو نقصان حجم الدم على ضغط الدم، الذي تنظمه مستقبلات الضغط، ويمكن أن يؤثر هذا بدوره على قوة انقباض البطين في القلب. أثبتت الأبحاث الإضافية أن العضو تحت القبو قد يكون وسيطًا مهمًا يعمل من خلاله الليبتين على الحفاظ على ضغط الدم ضمن الحدود الفسيولوجية الطبيعية من خلال المسارات العصبية الذاتية المرتبطة بالتحكم في القلب والأوعية الدموية.
وقد ثبت أيضًا في بعض الدراسات التجريبية أن الخلايا العصبية SFO ترسل إسقاطات صادرة إلى المناطق المشاركة في تنظيم القلب والأوعية الدموية بما في ذلك تحت المهاد الجانبي، مع الألياف التي تنتهي في النواة فوق البصرية [الإنجليزية] (SON)
 والمجاورة للبطين [الإنجليزية] (PVN)، والبطين الثالث الأمامي البطناني (AV3V)مع الألياف التي تنتهي في العضو الوعائي للصفيحة الانتهائية [الإنجليزية](باختصار OVLT) و الباحة أمام التصالبة البصرية [الإنجليزية] وبالتحديد النواة الوسطية أمام التصالبة البصرية [الإنجليزية].

## العلاقة مع الأعضاء المحيطة بالبُطَينات الأخرى
الأعضاء المحيطة بالبطينات الأخرى المشاركة في العمليات التنظيمية الجهازية هي الباحة المنخفضة والعضو الوعائي للصفيحة الانتهائية [الإنجليزية] (باختصار OVLT).يرتبط كل من OVLT و SFO مع النواة الوسطية أمام التصالبة البصرية [الإنجليزية]، وتشتمل هذه الهياكل الثلاثة معًا على ما يسمى بمنطقة "AV3V" - المنطقة الأمامية والبطنية إلى البطين الثالث. منطقة AV3V مهمة في تنظيم توازن السوائل والكهارل، عن طريق التحكم في العطش وإفراز الصوديوم وتنظيم حجم الدم وإفراز الفاسوبريسين. يحتوي SFO، والباحة المنخفضة، و OVLT على شعيرات نفاذة من أجل الإشارات الهرمونية، مما يمكّن هذه الأعضاء الثلاثة المحيطيّة من لعب أدوار تكاملية في تنظيم القلب والأوعية الدموية (الجهاز القلبي الوعائي)، والكهارل، وتنظيم السوائل.

## الهرمونات والمستقبلات
تحتوي الخلايا العصبية الموجودة في العضو تحت القبو على مستقبلات للعديد من الهرمونات التي تدور في الدم ولكنها لا تعبر الحاجز الدموي الدماغي، بما في ذلك الأنجيوتنسين، الببتيد الأذيني المدر للصوديوم، الإندوثيلين والريلاكسين. دور العضو تحت القبو في تنظيم الأنجيوتنسين مهم بشكل خاص، لأنه يشارك في التواصل مع النواة المتوسطة (تسمى أيضًا نواة متوسط فوق البصرية). بعض الخلايا العصبية في SFO هي مستقبلات أسموزية (مستقبلات التناضح)، وهي حساسة للضغط التناضحي للدم. هذه الخلايا العصبية تتجه إلى النواة فوق البصرية والنواة المجاورة للبطين لتنظيم نشاط الخلايا العصبية التي تفرز الفاسوبريسين. هذه الخلايا العصبية تظهر أيضًا في النواة المتوسطة التي تشارك في السيطرة على العطش. وبالتالي، فإن العضو تحت القبو يلعب دور في توازن السوائل والتحكم بالعطش.

وقد ثبت في بعض الدراسات أن هرمونات مهمة أخرى تثير SFO، وتحديداً السيروتونين والكارباميل كولين (كرباكول) والأتروبين. ومع ذلك، يبدو أن هذه الناقلات العصبية لها تأثير على المناطق الأعمق من SFO مقارنة بالأنجيوتنسين، وقد ثبت أن مناهضات هذه الهرمونات تؤثر أيضًا في المقام الأول على المناطق غير السطحية من SFO (بخلاف مناهضات الأتروبين، التي أظهرت تأثيرات قليلة). في هذا السياق، تعتبر المنطقة السطحية على عمق 15-55μm في SFO، والمنطقة «العميقة» أي شيء أقل من ذلك.
ابتداءً من هذه التفاعلات لهرمونات معينة وجزيئات أخرى، تم اقتراح نموذج للتنظيم العصبي لـ SFO حيث يتم إثارة الخلايا العصبية الحساسة للأنجيوتنسين الموجودة سطحيًا بواسطة المواد التي يحملها الدم أو السائل الدماغي الشوكي، والمشبك العصبِي مع الخلايا العصبية الأعمق الحساسة للكرباكول. تمر محاور هذه الخلايا العصبية العميقة من SFO في أعمدة وجسم القبو. الألياف الواردة من الجسم والأعمدة من قبو الدماغ عن طريق مشابك عصبية متعددة تثير الخلايا العصبية السطحية والعميقة. يقترح لهذه الآلية دارة مثبطة متكررة على مسار الإخراج.

## علم الوراثة
تمت دراسة التعبير عن الجينات المختلفة في العضو تحت القبو. على سبيل المثال، لوحظ أن نقص الماء أو التجفاف في الفئران أدى إلى زيادة تنظيم mRNA (تنظيم إيجابي) الذي يِشفر لمستقبلات الأنجيوتنسين II، مما يسمح بتركيز أقل للأنجيوتنسين في الدم الذي ينتج استجابة «العطش». وقد لوحظ أيضًا أنه موقع لإنتاج عامل نسخ الغدة الدرقية 1 (TTF1)، وهو بروتين يتم إنتاجه بشكل عام في منطقة تحت المهاد.

## علم الأمراض

### ارتفاع ضغط الدم
يتأثر ارتفاع ضغط الدم بشدة بتركيز الأنجيوتنسين.تم استخدام حقن الأنجيوتنسين منذ فترة طويلة للحث على ارتفاع ضغط الدم في نماذج اختبار الحيوانات لدراسة آثار العلاجات والأدوية المختلفة. في مثل هذه التجارب، لوحظ أن العضو تحت القبو السليم والفعال يحد من الزيادة في متوسط الضغط الشرياني بسبب زيادة الأنجيوتنسين.

### التجفاف
كما ذُكر أعلاه، فقد أفادت بعض الدراسات بأن مستقبلات الأنجيوتنسين (AT1) تم زيادة تنظيمها (تنظيم إيجابي) بسبب التجفاف. كما أظهرت مستقبلات AT1 زيادة في الترابط مع الأنجيوتنسين بعد التعرض للتجفاف. يمكن أن تشير هذه النتائج إلى نوع من التغيير المورفولوجي في مستقبل AT1، على الأرجح بسبب بعض التعديلات في بروتين الإشارة لمستقبل AT1 في موقع غير رابطة، مما يؤدي إلى زيادة التقارب من مستقبل AT1 لربط الأنجيوتنسين.

## أبحاث

### التغذية
على الرغم من أن هذا العضو يُنظر إليه عمومًا على أن له أدوار في التوازن الداخلي والتنظيم الأسموزي والتنظيم القلبي الوعائي، إلا أنه يُعتقد بأنه يتحكم في أنماط التغذية من خلال أخذ مدخلات من الدم (الببتيدات المختلفة التي تحفز الشبع) ثم تحفيز الجوع. وقد ثبت في أحد الدراسات أنه يحفز الشرب في الجرذان وكذلك الأكل.

## طالع أيضًا
- قبو الدماغ
- عضو تحت الصوار

## وصلات خارجية
- جميعنا نشعر بالعطش، ولكن كيف يحدث ذلك.
- مفتاح العطش في دماغ الفأرة
- دماغنا... كيف يُبلغنا أنّنا عطشى؟